# Romano Postema
Romano Ceciel Postema (* 7. Februar 2002 in Groningen) ist ein niederländischer Fußballspieler.
Er spielt seit seiner Kindheit für den FC aus seiner Geburtsstadt, war aber zwischenzeitlich an den FC Den Bosch und an Roda JC Kerkrade verliehen. In der Saison 2025/26 ist er an den FC Emmen ausgeliehen. Zudem ist Postema auch Nachwuchsnationalspieler seines Herkunftslandes gewesen.

## Fußballerkarriere

### Laufbahn im Verein
Romano Postema wurde in Groningen, einer Stadt im Norden der Niederlande, welche nicht weit weg von der deutschen Grenze entfernt liegt, geboren und trat im Jahr 2008 dort dem Verein DIO Groningen bei. Dort spielte er nur ein Jahr und wechselte dann für vier Jahre zu GVAV-Rapidtas. Zur U12 kam Postema schließlich in die Fußballschule des FC Groningen. Dort durchlief er sämtliche Jugendmannschaften und kam am 31. August 2019 im Alter von 17 Jahren bei der 1:2-Niederlage gegen Heracles Almelo zu seinem Profidebüt in der Eredivisie. Romano Postema kam sporadisch zu Einsätzen in der Profimannschaft, spielte aber auch weiterhin für die A-Jugend und teils auch für die Reservemannschaft. Aufgrund der damaligen COVID-19-Pandemie wurde die Saison 2019/20 im Frühjahr 2020 abgebrochen. Im Oktober 2020 wurde er an den Zweitligisten FC Den Bosch verliehen und stieg dort zum Stammspieler auf. War Postema zunächst als Mittelstürmer gesetzt, kam er nach einer Leistenverletzung des Öfteren als rechter Außenstürmer zum Einsatz. Er schoss 10 Tore und bereitete acht weitere Treffer vor, dennoch wurde der Klub aus 's-Hertogenbosch, einer Stadt mit rund 161.000 Einwohnern in der Provinz Noord-Brabant, Tabellenvorletzter. Zurück in Groningen, kam Romano Postema regelmäßig zum Einsatz, war aber zumeist Einwechselspieler. Der FC Groningen war in dieser Saison während der Hinrunde zwischenzeitlich im Abstiegskampf verwickelt, in der Rückrunde hingegen zwischenzeitlich auf einem Platz für die Teilnahme an den ligainternen Play-offs um die europäischen Wettbewerbe. Am Ende wurde der Verein Tabellenzwölfter.
Kurz vor Ende des Sommertransferfensters der Saison 2022/23 ließ sich Postema ein zweites Mal verleihen, nun zu Roda JC Kerkrade. Auch in Kerkrade, einer Stadt unmittelbar an der deutschen Grenze und mit der nordrhein-westfälischen Nachbarstadt Herzogenrath die europäische Doppelstadt Eurode bildend, hatte er häufiger gespielt, war aber auch genau wie zuvor in Groningen nicht selten lediglich Einwechselspieler. Romano Postema schoss lediglich fünf Tore und bereitete lediglich zwei Treffer vor, sein Leihverein spielte in der Hinrunde um den Aufstieg mit – sie waren lange Zeit auf einem Platz für die Auf-und-Abstiegs-Play-offs –, stürzte in der Folgesaison aber ab und belegte den 15. Platz. Daraufhin kehrte er wieder nach Groningen zurück und sein Stammverein war in der Zwischenzeit in die zweite Liga abgestiegen. Nun erkämpfte sich Postema einen Stammplatz als Mittelstürmer und schoss seinen Verein mit 18 Toren zurück in die Eredivisie. Zudem erreichte er mit seinem Verein das Halbfinale im KNVB-Beker und scheiterte dort im Halbfinale an Feyenoord Rotterdam.

### Nationalmannschaft
Romano Postema ist niederländischer Nachwuchsnationalspieler und hatte das Trikot seines Herkunftslandes in den Altersklassen U17 und U18 übergestreift. Mit der U17-Nationalmannschaft nahm er 2019 an der Weltmeisterschaft in Brasilien teil und schied dort im Halbfinale gegen Mexiko aus. Dabei kam er beim 4:0-Sieg im Gruppenspiel gegen die Vereinigten Staaten zu seinem einzigen Turniereinsatz, dies war auch sein einziges U17-Länderspiel.